# Chipăruș
Chipăruș a fost o revistă satirică sovietică și moldovenească ce a apărut între anii 1958-1996 la Chișinău.